# Tombant (hydrographie)
Pour les articles homonymes, voir Tombant.
Un tombant est une paroi rocheuse sous-marine.

## Plongée sous-marine
Un tombant est un milieu riche à explorer, en raison de la diversité de la vie aquatique. Les parois d'un sec peuvent constituer un tombant.